# J. D. Walter
J. D. Walter (* 2. Juli 1967 in Philadelphia) ist ein US-amerikanischer Jazz-Sänger.
Walter sang als Kind im American Boychoir. Er studierte von 1985 bis 1993 Jazzgesang an der University of North Texas. 1993 bis 1994 war er Schüler von Deborah Brown am Konservatorium Amsterdam. Nach seiner Rückkehr in die USA lebte er in New York und Texas. Anfang der 2000er Jahre studierte er an der Universität von Philadelphia.
1997 nahm Walter sein erstes eigenes Album auf, dem weitere folgten; er schreibt und komponiert viele seiner Titel selbst. Daneben gab er auch Kurse in Moskau, an der Sibelius-Akademie in Finnland und an der University of North Texas und trat in Rundfunk- und Fernsehsendungen sowie bei Jazzfestivals in den USA und Europa auf.

## Diskographie
- Sirens in the C-House mit Jean-Michel Pilc, John Swana, Steve Varner, Greg Hutchinson, 2000
- Clear Day mit Ari Hoenig, Dave Liebman, Jim Ridl, Steve Varner, 2001
- Dedicated to You, 2004
- 2Bass, a Face and a little skin